# Pars Khodro

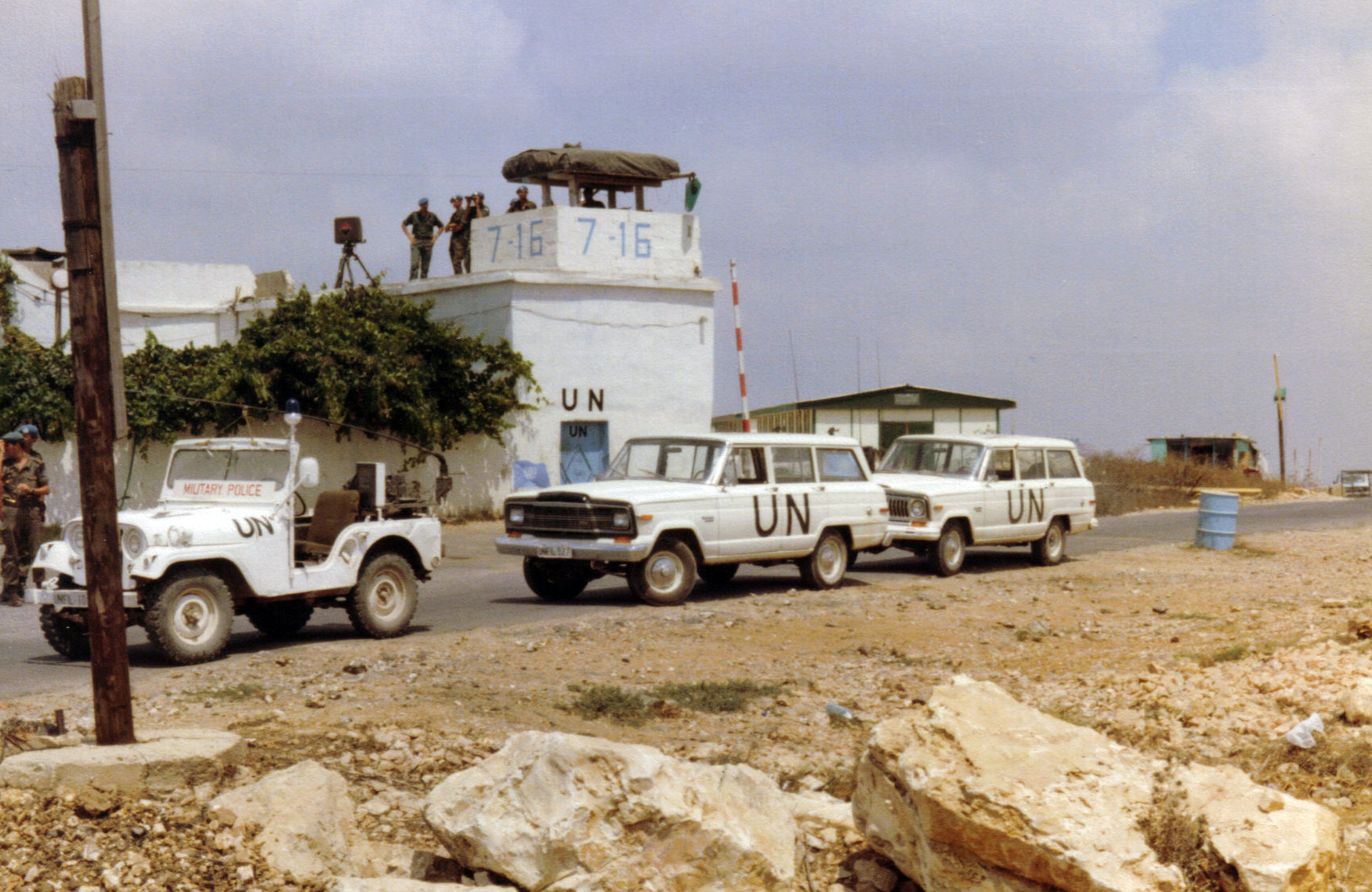
Fahrzeuge der UN aus Produktion der Iran General Motors

Pars Khodro (persisch: پارس خودرو) ist ein Automobilhersteller mit Unternehmenssitz in Teheran, Iran. Das Unternehmen gehört seit dem Jahr 1997 zur SAIPA-Gruppe.

## Unternehmensgeschichte
Das Unternehmen wurde 1956 als erster iranischer Automobilhersteller von Jafar Akhavan unter dem Firmennamen Jeep Trading gegründet. 1959 begann dann schließlich die Montage der Jeep-Fahrzeuge im Werk an der Gemarkung des neunten Kilometers entlang der Karaj Special Road, welche auch heute noch der Produktionsstandort des Unternehmens ist. Erstes in CKD- und SKD-Montage gebaute Modell war der Jeep Shahbaz, der sowohl als Soft Top wie auch als Hard Top erhältlich war. Zu erkennen sind die in Iran montierten Fahrzeuge an dem auf dem Heck der Fahrzeuge aufgebrachtem Schriftzug Iran Jeep, später dann Sherkat Sahami Jeep. Im Jahre 1963 folgte dann der Jeep Simorgh, welcher nun in Teheran vollständig produziert wurde. Diesen gab es als Pick-up, Ambulance und Station. Im Jahre 1967 begann das Unternehmen mit den beiden Modellen Rambler Shahin und Rambler Arya die Produktion von normalen Personenkraftwagen. Im gleichen Jahr löste eine modernisierte Variante des Jeep Wagoneers unter dem Namen Jeep Aho den Simorgh ab. Zur gleichen Zeit benannte man das Unternehmen auch in Jeep Company um. 15 Jahre später kehrte Jeep mit dem Jeep Sahra wieder nach Iran zurück. 2002 wurde dieser dann durch die zweite Generation ersetzt.
Im Jahr 1972 übernahm General Motors (GM) einen 45-prozentigen Anteil an dem Unternehmen, das daraufhin als Iran General Motors firmierte. In der Zeit unter GM war der Chevrolet Iran das erste Modell, das bereits zwei Jahre später durch den größeren Chevrolet Nova abgelöst wurde. Es folgten der Buick Skylark und 1977 dann schließlich der Cadillac Seville. Im selben Jahr gab es auch politische Dispute, verursacht durch die drohende Islamische Revolution. 1980 musste dann die Montage der amerikanischen Modelle auf politischen Druck hin eingestellt werden. Einige Quellen gehen davon aus, dass verschiedene Modelle noch über 1980 hin aus vorhandenen Bausätzen zusammengebaut wurden; so soll erst 1987 der letzte Cadillac Seville komplettiert worden sein. Insgesamt wurden über 40.000 Fahrzeuge des GM-Konzerns in Iran komplettiert. Zu Beginn der 1980er-Jahre lagerten zahlreiche CKD-Bausätze nach dem Wirtschaftsboykott westlicher Nationen in kanadischen Häfen und wurden schließlich in den USA und Kanada als Ersatzteile verwendet.
Nachdem alle gelagerten Fahrzeugteile im eigenen Werk verbraucht waren, besorgte man sich weitere aus Indien. In Zusammenarbeit mit Mahindra & Mahindra Limited, rollte nun der Tosan Commander Jeep vom Band, der dem alten CJ-5 von Jeep entspricht. Ein weiteres Lizenzprodukt wurde 1983 dann der spanische Land Rover Santana 88, ein Ableger der Land Rover Serie III. Im Folgejahr dagegen nahm man die Produktion des Nissan Patrol auf. Die Lizenz wurde vom Staatsunternehmen National Industries Organization to Development and Renovation Organization of Iranian Industries gekauft, welche schließlich den Auftrag zur Produktion des Modells erteilte. Seit 1979 ist dieses Unternehmen zudem der Hauptaktionär des Werkes. 
Zugleich wurde der Unternehmensnamen in Iran Auto Making Company geändert und im Folgejahr dann endgültig in den heutigen Namen Pars Khodro. Kurze Zeit darauf erreichten nun auch wieder die ersten Lieferungen von Automobilteilen aus dem GM-Konzern das Werk. Zugleich gab GM eine finanzielle Unterstützung, womit eine zweite Produktionsstraße errichtet wurde. Neuestes Modell für den iranischen Markt war der luxuriöse Chevrolet Pick-up. Doch dieser blieb bis zum heutigen Tag auch das letzte GM-Produkt aus Iran. Erst 1987 folgten dann auch weitere Ausführungen für den Nissan Patrol mit dem beliebten Station, dem Hardtop sowie der Ambulance. Der Nissan Pick-up ergänzte ab 1988 die Modellpalette. Im folgenden Jahr löste dann der Polerban Nissan Patrol die veraltete Generation ab.
Als dann im Jahre 1995 Renault einer der wichtigsten Aktionäre wurde, kaufte man von SAIPA die Produktionslinie des Renault 5 auf, welcher von SAIPA bereits seit 1980 gebaut wurde. Neue Modellnamen wurden so Renault Sepand I und Renault Sepand II. Die Nachfrage nach dem Sepand war so hoch, dass sie wegen logistischen Schwierigkeiten nicht erfüllt werden konnte. Pars Khodro musste, um dieses Problem zu lösen, die zentralisierte Lackierstraße modernisieren und verwendete dafür Einnahmen aus leicht gesteigerten Fahrzeugpreisen. Durch den Umbau kam die Firma auch für kurze Zeit in Zahlungsschwierigkeiten. Zur selben Zeit bekam der Patrol optional den Z24-Motor des französischen Klein- und Supersportwagenherstellers Mega Motor. 
Im Jahre 2000 wurde das Unternehmen dann schließlich privatisiert. Die Sepand-Baureihe wurde letztlich durch den Kia Pride und dessen modernisierte Stufenheckvariante als SAIPA 141 ersetzt. Zudem kamen nun auch die aktuellen Generationen des Nissan Maxima, Nissan Pick-up sowie der Nissan Seranza auf den Markt. Drei Jahre später folgte dann auf Basis des Pick-ups dessen SUV-Variante Nissan Roniz. Im Sommer 2004 wurde der Umbau der Lackierstraße erfolgreich beendet. Seither liegt die jährliche Produktionskapazität des Werkes bei 185.000 Einheiten. Als neues Modell führte Renault dann 2004 den Renault Logan Tondar 90 ein. Mit einem weiteren Umbau konnte die Kapazität mittlerweile sogar auf 200.000 Einheiten erhöht werden, so wurde dann deswegen auch der Renault Mégane und der Nissan Murano mit in die Produktion aufgenommen. Den Mégane gibt es in den Versionen 1600, 1600 E2 und 2000. Danach folgten 2007 der Nissan Qashqai und 2009 als neuestes Modell des Herstellers der Nissan Teana VX.

## Kapitaleinlagen
- SAIPA: 51 %
- Social Security Organization: 34 %
- Renault-Nissan: 15 %